# Swiss League Cup
Puchar Ligi Szwajcarskiej w piłce nożnej (niem. Schweizer Ligacup, fr. Coupe de la Ligue suisse, wł. Coppa di Lega svizzera) – cykliczne rozgrywki piłkarskie, przeprowadzane systemem pucharowym, organizowane corocznie (co sezon) w latach 1972–1982 przez Szwajcarski Związek Piłki Nożnej (SFV-ASF) dla szwajcarskich, męskich, profesjonalnych drużyn klubowych z Nationalliga A i Nationalliga B.

## Historia
W sezonie 1972 startowały pierwsze oficjalne rozgrywki o Puchar Ligi Szwajcarskiej. 16 drużyn przystąpiły do pierwszej rundy inauguracyjnej edycji, w której zostały podzielone na 4 grupy. Dwa najlepsze zespoły z każdej grupy walczyli w 1/8 finału o awans do ćwierćfinałów. Pierwszy finał rozegrano 11 listopada 1972 roku. W tym meczu FC Basel pokonał 4:1 FC Winterthur.
Od 1974 roku rozgrywki trwały od jesieni do wiosny i uczestniczyło w nich 32 kluby. W sezonie 1981/82 po raz trzeci trofeum zdobył Servette FC, a rozgrywki zostały rozwiązane w 1982.

## Format
Od inauguracyjnego sezonu 1972 format zmieniał się wiele razy. W turnieju występowały kluby z pierwszej i drugiej ligi. W pierwszych dwóch sezonach rozgrywany był systemem wiosna - jesień, a potem jesień - wiosna. We wszystkich rywalizacjach od pierwszej rundy do finału o zwycięstwie decydowała suma dwóch meczów lub pojedynczy mecz. Zwycięzca kwalifikował się do dalszych gier, a pokonany odpadał z rywalizacji. W wypadku kiedy w regulaminowym czasie gry padł remis zarządzana była dogrywka, a jeśli i ona nie przyniosła rozstrzygnięcia, to dyktowane były rzuty karne. Od sezonu 1974/75 rozgrywki składały się z 5 etapów: pierwszej i drugiej rundy eliminacyjnej, ćwierćfinałów, półfinałów i finału. Mecz finałowy rozgrywany był na różnych stadionach. Zwycięzca Pucharu Ligi nie otrzymywał prawo do gry w Pucharze UEFA.

## Zwycięzcy i finaliści
| Sezon | K   | K                                      | T | Zwycięzca        | Wynik            | Finalista        | Data, miejsce                                        | Br. | Król strzelców | Uwagi                    |
| Puchar Ligi Szwajcarskiej (niem. Schweizer Ligacup /fr. Coupe de la Ligue suisse /wł. Coppa di Lega svizzera) |     |                                        |   |                  |                  |                  |                                                      |     |                |                          |
| 1972 |     |                                        | 1 | FC Basel         | 4:1              | FC Winterthur    | 11.11.1972, Letzigrund Stadion, Zurych, 7.600        |     |                | 24 kluby w 4gr. +4 rundy |
| 1973 |     |                                        | 1 | Grasshopper Club | 2:2 pd. (k. 5:4) | FC Winterthur    | 10.10.1973, Letzigrund Stadion, Zurych, 3.700        |     |                | 28 klubów, 5 rund        |
| 1974/75 |     |                                        | 2 | Grasshopper Club | 3:0              | FC Zürich        | 26.03.1975, Letzigrund Stadion, Zurych, 8.500        |     |                | 32 kluby, 5 rund         |
| 1975/76 |     |                                        | 1 | BSC Young Boys   | 4:2              | FC Zürich        | 23.05.1976, Wankdorfstadion, Berno, 10.000           |     |                | 32 kluby, 5 rund         |
| 1976/77 |     |                                        | 1 | Servette FC      | 2:0              | Neuchâtel Xamax  | 03.05.1977, Pontaise, Lozanna, 7.100                 |     |                | 32 kluby, 5 rund         |
| 1977/78 |     |                                        | 1 | FC Sankt Gallen  | 3:2              | Grasshopper Club | 15.08.1978, Stadion Schützenwiese, Winterthur, 3.500 |     |                | 32 kluby, 5 rund         |
| 1978/79 |     |                                        | 2 | Servette FC      | 2:2 pd. (k. 4:3) | FC Basel         | 05.03.1979, St. Jakob-Stadion, Bazylea, 8.500        |     |                | 32 kluby, 5 rund         |
| 1979/80 |     |                                        | 3 | Servette FC      | 3:0              | Grasshopper Club | 06.05.1980, Stadion Gurzelen, Biel/Bienne, 7.700     |     |                | 32 kluby, 5 rund         |
| 1980/81 |     |                                        | 1 | FC Zürich        | 2:1              | Lausanne Sports  | 26.05.1981, Pontaise, Lozanna                        |     |                | 32 kluby, 5 rund         |
| 1980/81 | 0:0 | 08.09.1981, Letzigrund Stadion, Zurych | 1 | FC Zürich        |                  | Lausanne Sports  |                                                      |     |                | 32 kluby, 5 rund         |
| 1981/82 |     |                                        | 1 | FC Aarau         | 1:0              | FC Sankt Gallen  | 18.05.1982, Espenmoos, St. Gallen                    |     |                | 32 kluby, 5 rund         |
| 1981/82 | 0:0 | 29.05.1982, Stadion Brügglifeld, Aarau | 1 | FC Aarau         |                  | FC Sankt Gallen  |                                                      |     |                | 32 kluby, 5 rund         |

Uwagi:

- wytłuszczono i kursywą oznaczone zespoły, które w tym samym roku wywalczyły mistrzostwo i Puchar kraju (dublet),
- wytłuszczono zespoły, które zdobyły mistrzostwo kraju,
- kursywą oznaczone zespoły, które zdobyły Puchar kraju.

## Statystyka

### Klasyfikacja według klubów
W dotychczasowej historii finałów o Puchar Ligi Szwajcarskiej na podium oficjalnie stawało w sumie 10 drużyn. Liderem klasyfikacji jest Servette FC, który zdobył trofeum 3 razy.
Stan na 20.04.2023 
| Lp. | Klub             | Zdobywca        | Finalista   | Zwycięskie sezony | Przegrane finały |         |   |                           |  |
| --- | ---------------- | --------------- | ----------- | ----------------- | ---------------- | ------- | - | ------------------------- |  |
| Lp. | Klub             | 1.              | Servette FC | Zwycięskie sezony | Przegrane finały | 3       | 0 | 1976/77, 1978/79, 1979/80 |  |
| 2.  | Grasshopper Club | 2               | 2           | 1973, 1974/75     | 1977/78, 1979/80 |         |   |                           |  |
| 3.  | FC Zürich        | 1               | 2           | 1980/81           | 1974/75, 1975/76 |         |   |                           |  |
| 4.  | FC Basel         | 1               | 1           | 1972              | 1978/79          |         |   |                           |  |
| 4.  | FC Sankt Gallen  | 1               | 1           | 1977/78           | 1981/82          |         |   |                           |  |
| 6.  | BSC Young Boys   | 1               | 0           | 1975/76           |                  |         |   |                           |  |
| 6.  | FC Aarau         | 1               | 0           | 1981/82           |                  |         |   |                           |  |
| 8.  | FC Winterthur    | 0               | 2           |                   | 1972, 1973       |         |   |                           |  |
| 9.  | Neuchâtel Xamax  | 0               | 1           |                   | 1976/77          |         |   |                           |  |
| 9.  |                  | Lausanne Sports | 0           | 1                 |                  | 1980/81 |   |                           |  |

### Klasyfikacja według miast
Stan na 20.04.2023 
| Miasto     | Liczba tytułów | Kluby                               |
| ---------- | -------------- | ----------------------------------- |
| Genewa     | 3              | Servette FC (3)                     |
| Zurych     | 3              | Grasshopper Club (2), FC Zürich (1) |
| Aarau      | 1              | FC Aarau (1)                        |
| Bazylea    | 1              | FC Basel (1)                        |
| Berno      | 1              | BSC Young Boys (1)                  |
| St. Gallen | 1              | FC Sankt Gallen (1)                 |